# Wila
Wila est une commune suisse du canton de Zurich.

Vue aérienne par Walter Mittelholzer (1920).

## Personnalités liées à la commune
- Élisabeth Eidenbenz, née à Wila en 1913, morte à Zurich en 2011, enseignante et infirmière, fondatrice de la maternité suisse d'Elne, dans le Sud de la France.